# Sede del Parlamento Nacional de Serbia
El Parlamento Nacional, sede de la Asamblea Nacional de Serbia, se construyó en el terreno limitado por las calles Takovska, la Plaza de Nikola Pašić y Vlajkovićeva, en la inmediata cercanía del Antiguo]] y  del Nuevo Palacio real y del Jardín real (hoy Pionirski park), con los que forma un conjunto arquitectónico-funcional. Se edificó entre 1907 y 1936. La historia de su construcción, con numerosas interrupciones y modificaciones del proyecto y con la participación de los arquitectos nacionales más importantes de la primera mitad del siglo XX, refleja simbólicamente la tumultuosa historia y la vida parlamentaria del estado serbio y luego del yugoslavo.
El primitivo edificio del Parlamento Nacional, que se ubicaba en el lugar del actual cine “Odeon” (en la esquina de las calles Kraljice Natalije y Kneza Miloša), era un edificio modesto, diseñado a partir de ejemplos de la arquitectura balcánica secular. Cuando Serbia consiguió la independencia y el rango de reino, la humilde apariencia del edificio resultaba indigna para el parlamento de un estado soberano. Para el nuevo terreno se eligió la zona deshabitada del “mercado ganadero al lado de la mezquita Batal”, que lindaba con la zona edificada de la ciudad. A que se eligiera este sitio, que provocó grandes polémicas en la opinión pública de antaño, contribuyó la cercanía del lugar en que se había celebrado la Gran Asamblea Popular de Serbia en 1830, en la que se leyó el Edicto del Sultán (Hatiserif) sobre los derechos del pueblo serbio y el derecho de heredar el trono principesco.
En 1892 el Ministerio de Construcción encargó el diseño del proyecto de un nuevo edificio parlamentario al arquitecto Konstantin Jovanović (1849 – 1923), el cual demostró su maestría en diseños de edificios representativos con el proyecto del Banco Nacional de Serbia y con numerosos edificios públicos ya realizados en la capital austrohúngara. Sin embargo, por las revoltosas circunstancias políticas y problemas financieros, la construcción fue postergada durante varios años, al cabo de los que se contrató al arquitecto Jovan Ilkić (1857 – 1917), ganador del concurso reabierto para el edificio del Parlamento Nacional, en 1901. Puesto que con la promulgación de la nueva constitución el Reino de Serbia pasó a tener un parlamento bicameral, el nuevo proyecto cumplía con los requisitos después de las modificaciones del programa, según el cual el edificio albergaría bajo un techo el parlamento nacional, el senado y el consejo de estado, así como las dependencias comunes, despachos y un número adecuado de oficinas. No obstante, en cuanto a la composición general, la organización espacial y los principales elementos de diseño estilístico-arquitectónico, el proyecto de Ilkić  se apoyaba en gran medida en los dibujos de Jovanović, de 1892. Por el obvio parecido entre los dos proyectos, no faltaron críticas del público, que cuestionaba la autenticidad de la autoría y proponía una nueva convocación del concurso que exigiría la construcción de un edificio parlamentario en estilo nacional.

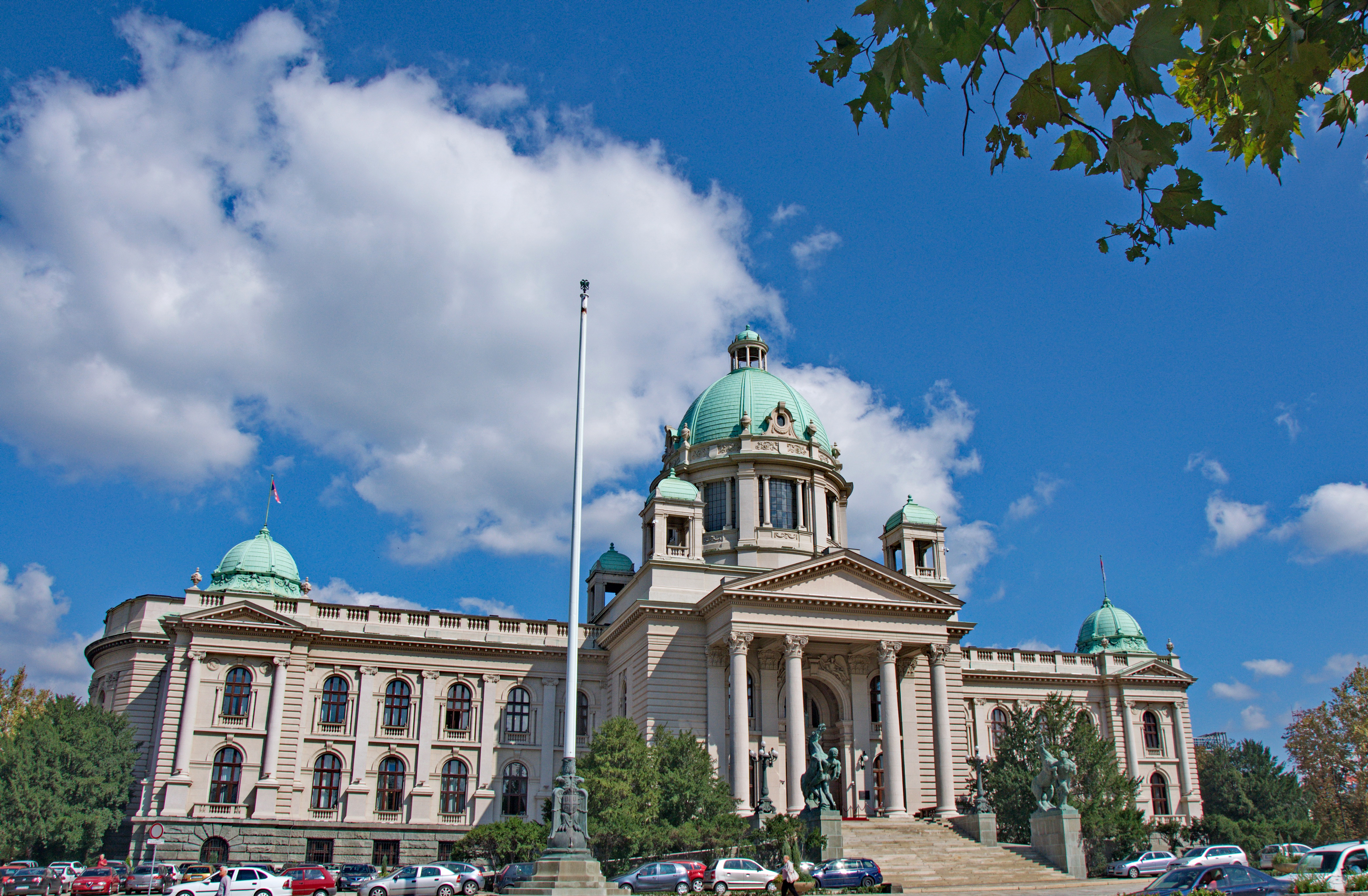

A pesar de que, entretanto, en 1903 ocurrió el cambio dinástico y de que se promulgó una constitución nueva, con la cual el parlamento volvía a ser unicameral, no se desistió del proyecto de Ilkić. El inicio oficial de las obras se celebró con la puesta de la primera piedra el 27 de agosto de 1907, en presencia del rey Petar I Karađorđević y el heredero al trono Đorđe, de los diputados y el cuerpo diplomático. La carta estatutoria, que en aquella ocasión se insertó en los cimientos, contenía los nombres del rey, del arzobispo y del arquitecto principal- Jovan Ilkić. La realización de las obras fue confiada al conocido contratista belgradense Vasa Tešić. 
Los turbulentos acontecimientos históricos durante el siguiente decenio causaron que hasta el final de la Primera Guerra Mundial el edificio se levantara solo hasta la altura del primer piso. La formación del Reino de los Serbios, Croatas y Eslovenos resultó en la necesidad de nuevas modificaciones del proyecto porque ya no eran suficientes las anteriores. A causa de la muerte del arquitecto Ilkić en 1917, la ejecución de las obras, que abarcaban no solo las modificaciones y alteraciones del proyecto original sino también el rescate de los planos perdidos, se encargó al hijo del autor y arquitecto del Ministerio de Construcción, Pavle Ilkić. En 1920, según el renovado proyecto, se continuó con la construcción que duró hasta 1926, cuando volvió a pararse. 
La decisión sobre el comienzo de la siguiente fase de realización del proyecto fue tomada tras la muerte del rey Aleksandar Karađorđević en 1934, cuando el Departamento arquitectónico del Ministerio de Construcción pasó a ser responsable de todas las obras. El principal encargado de este departamento era el arquitecto ruso Nikola Krasnov (1864- 1939). Era la persona indicada para trabajar en los proyectos de algunos de los edificios más importantes de la capital por su larga experiencia de treinta años en los proyectos de edificaciones públicas representativas, gracias a la cual había conseguido el título de “Arquitecto del Palacio imperial ruso” y luego de “académico de arquitectura”. Krasnov presentó el proyecto de decoración interior con todos sus detalles, tales como la elaboración de ventanas y puertas, decoración en estuco, paneles de madera, rejas metálicas decorativas y el diseño de muebles.
El palacio del Parlamento Nacional fue terminado y consagrado el 18 de octubre de 1936 en presencia del rey Petar II Karađorđević, veintinueve años después del inicio de la construcción. La primera sesión, a la que asistieron todos los miembros del gobierno, se celebró dos días después, el 20 de octubre de 1936 y hasta el final del mismo año se presentó el horario oficial y se adjudicó la función a todas las dependencias. El edificio parlamentario fue concebido y ejecutado como una edificación monumental, representativa e independiente, de  base simétrica.
El estricto respeto de los principios académicos de la época de su diseño ha sido una expresión más adecuada para un palacio de esa función e importancia. En el resalte central del edificio predomina el pórtico con el tímpano triangular, soportado por unas columnas colosales, sobre las que descansa una elegante cúpula con la linterna en lo más alto. La modelación exterior del edificio con la elaboración rústica del sótano en la piedra verde de Ripanj, la forma de las ventanas y pilastras que se extienden a lo largo de las dos alturas centrales y terminan con la cornisa abalaustrada – todo ello apunta a los modelos neorenacentistas y neobarrocos.  
Lamentablemente, la completa decoración heráldica planeada en el primitivo proyecto, al igual que la escultural en los laterales, nunca han sido realizadas. El único adorno plástico realizado son los medallones representando a Atenas, Péricles, Demóstenes y Cicerón en los resaltes laterales, obra del escultor Đorđe Jovanović. La decoración sobre los portales, la escultura de un ángel con antorcha y rama de olivo, fue realizada según el diseño del escultor Petar Palavičini. 
Una verja decorativa con candelabros estilizados, colocada en 1937, según el proyecto de Krasnov, era una parte integral de la disposición ambiental del edificio. Un segmento de la verja eran dos casetas de guardia con farolas estilizadas en lo alto. La verja se quedó en el sitio hasta 1956, cuando la retiraron por la remodelación de la Plaza de Marx y Engels (la actual Plaza de Nikola Pašić).
Al lado de la monumental escalera de acceso, en 1939 se colocó la composición escultural “Caballos negros jugando”, obra del escultor Toma Rosandić. 

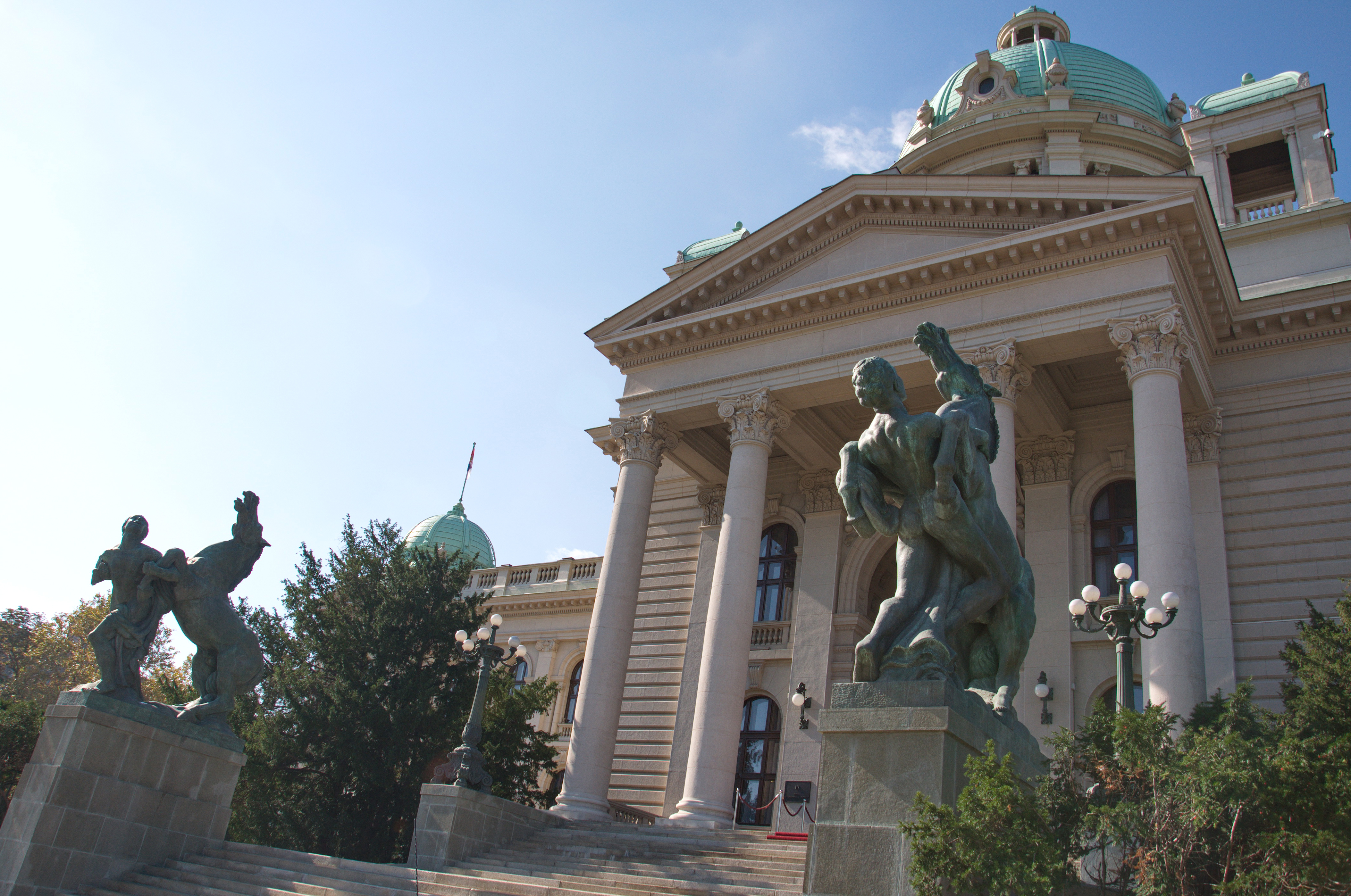

El programa del diseño interior del edificio parlamentario presuponía un amueblamiento especial de las estancias oficiales representativas, de la Sala grande y la Sala pequeña, la sala de conferencias y los despachos de funcionarios. El aspecto de solemnidad  del vestíbulo coronado por la cúpula, con las paredes policromas y columnas, pilastras, nichos y logias, queda subrayado por el decorativo suelo de mármol. El fuerte carácter simbólico de este espacio está marcado por los símbolos heráldicos y las esculturas de los gobernantes. El gran vestíbulo, conocido también como “la sala de conversaciones”, representa el espacio central del parlamento y está decorado con molduras en estuco y muebles en bajo relieve.
La Sala parlamentaria grande, ubicada en el ala derecha del edificio, primero fue diseñada para 200 y luego, tras la modificación del proyecto, para 400 diputados. En el ala opuesta, la izquierda, se sitúa la Sala pequeña destinada a los trabajos del Senado. En ambas salas, asimismo en la sala del Consejo de Ministros, las paredes están cubiertas con la decoración en estuco, mientras que todos los muebles son de nogal. 

Dos simétricas escaleras de mármol blanco comunican la planta baja y las dependencias del piso y su decoración está complementada con dos estatuas de bronce, personificaciones de la Justicia y de la Educación, junto con los escudos del Reino. En el interior del piso  especialmente destacan las dependencias destinadas a los comités administrativo y financiero y la biblioteca, una de las más bellas estancias del Parlamento. El diseño de los muebles de Krasnov refleja el gusto de la clase culta belgradense de la época. Las paredes del Parlamento también están decoradas con veinte frescos, pintados durante 1937 por los  célebres pintores decorativos yugoslavos.
La construcción de una sede representativa del Parlamento Nacional estimuló el proceso de europeización y emancipación de la cultura en la sociedad civil serbia, acercándola a las corrientes mundiales más modernas en el área de la arquitectura pública monumental. Aparte de la importancia de la continuidad de su función desde la construcción hasta el presente, el Parlamento Nacional también ha sido testigo de los acontecimientos más importantes de la vida política en la historia yugoslava y serbia. Por su valor arquitectónico, histórico, cultural y artístico, el Parlamento Nacional ha sido catalogado como monumento de cultura desde 1984.

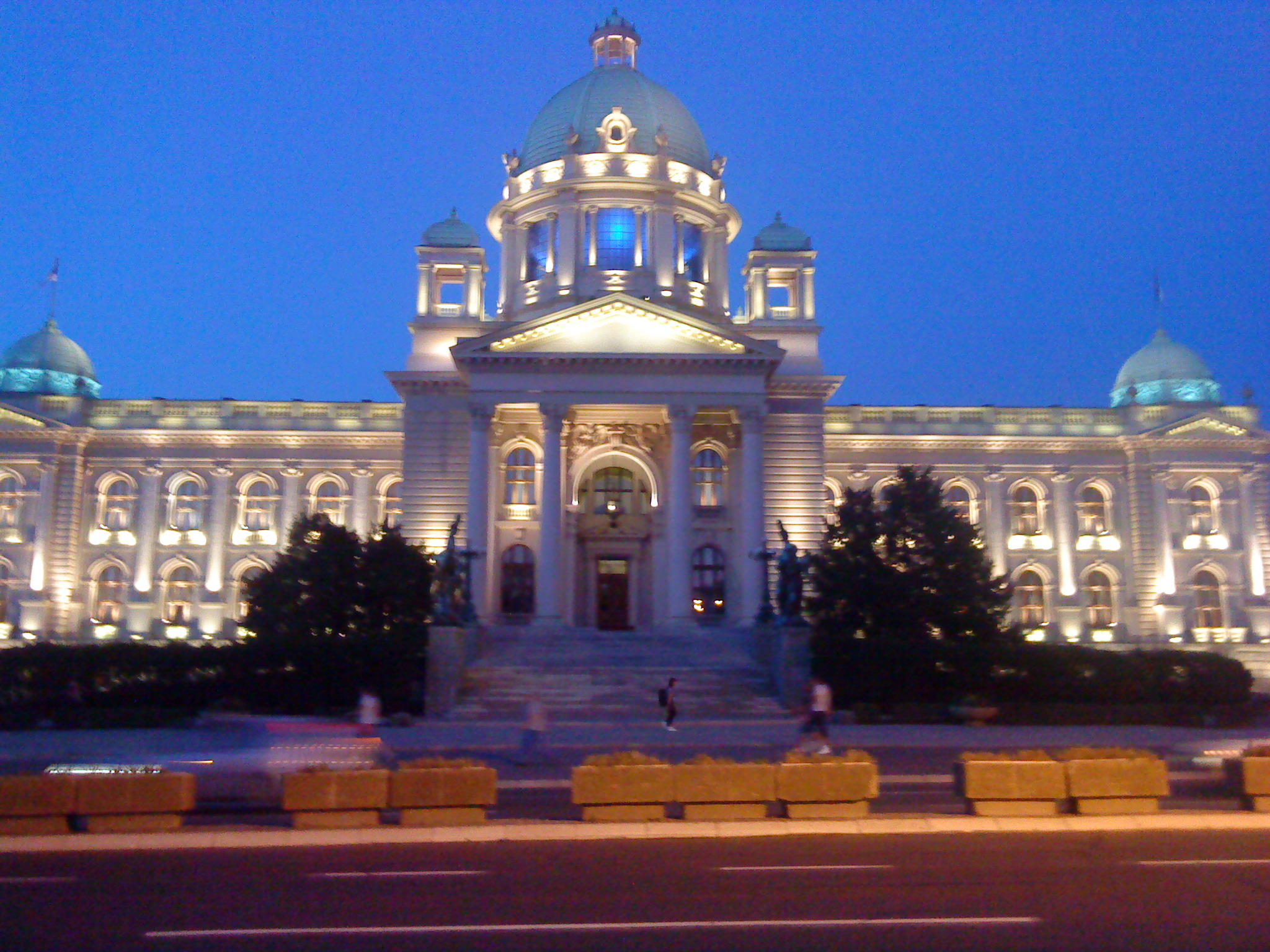